# Olympisk distans
Olympisk distans, även kallad internationell distans, är en triathlondistans. Den utgörs av 1 500 meter tävlingssimning i öppet vatten, 40 kilometer landsvägscykling och 10 kilometer landsvägslöpning. Det är den vanligaste distansen vid tävlingar.
Olympisk distans har varit en tävlingsgren i olympiska sommarspelen sedan år 2000.